# 番子寮 (桃園市)
番子寮，原寫為蕃仔藔，是臺灣桃園市大溪區的一個傳統地域名稱，位於該區西部。相較於今日行政區，其範圍大致包括瑞源里不含東北部、康安里不含西部。

## 歷史
台灣清治末期至日治初期，番子寮地區為一街庄，稱為「蕃仔藔庄」，隸屬於桃澗堡。該庄東北與南興庄、員樹林庄為鄰，東南與內柵庄為鄰，西南邊為三坑仔庄、淮仔埔庄、泉水空庄，西北邊為九座藔庄。
1901年（日治明治三十四年）11月，全台設置二十廳，該庄隸屬於桃仔園廳。1903年（明治三十六年），改名桃園廳。1909年（明治四十二年）10月，合併二十廳為十二廳，該庄隸屬不變。1920年（大正九年），廢十二廳改設五州二廳，該庄改制並雅化為「番子寮」大字，隸屬於新竹州大溪郡大溪街。
戰後大溪街改制為大溪鎮，隸屬於新竹縣，大字亦改制為里，並改名為瑞源里。1950年桃、竹、苗分治，大溪鎮改隸屬於桃園縣。2014年12月，桃園縣升格為直轄桃園市，大溪鎮改制為大溪區。

## 交通
國道3號又稱「福爾摩沙高速公路」，是貫穿台灣西部的兩條縱向高速公路之一，大致以東北—西南走向經過番子寮地區北部，最近的交流道在東北側是市道112甲線交會處的大溪交流道，西南側是市道113乙線交會處的龍潭交流道，由此等進入可快速前往台灣西部各地。
省道台3線（員林路三段）俗稱「內山公路」，是臺北至屏東的幹道，其在本地區的路線大致與國道3號平行而位於其南側，至本地區西部邊界處轉向北行經國道3號上方後出邊界，向東北可前往大溪市區、三峽、土城、板橋等地，向北轉西南可前往龍潭、關西、橫山、竹東下公館等地。
省道台3乙線（石園路）是員樹林至深窩的幹道，其東北側端點位於本地區東北角界點的省道台3線路口。由此向南南西轉西南再轉南南西出邊界後，可前往淮子埔、三坑子、大坪、打鐵坑、銅鑼圈並止於省道台3線路口。

## 學校
- 國防大學中正嶺校區（小部分）